# 専守防衛
専守防衛（せんしゅぼうえい、英語: Exclusively Defense）とは、第二次世界大戦後の日本の独自の防衛戦略の基本姿勢である。
類義語に「消極防衛」（パッシブ・ディフェンス）、対義語に「積極防衛」（アクティブ・ディフェンス）という概念がある。

## 日本
1954年（昭和29年）に自衛隊と防衛庁が発足し、昭和30年、防衛庁長官・杉原荒太（鳩山一郎の外交ブレーン、日ソ国交回復に貢献した）の国会答弁が初出とされる（第二十二国会衆議院内閣委員会議事録）。なお、戦前から専守防衛という熟語自体は存在している。
その後、中曽根康弘が長官だった1970年（昭和45年）に「防衛白書」が初刊され正式用語として記載される。
1981年（昭和56年）の白書において「専守防衛」とは、相手から武力攻撃を受けたとき初めて防衛力を行使し、その態様も自衛のための必要最小限にとどめ、また保持する防衛力も自衛のための必要最小限のものに限るなど、憲法の精神にのっとった受動的な防衛戦略の姿勢と記載され、その後の国会での内閣閣議決定答弁において定義として用いられている。
“日本の防衛”は、日米安全保障条約を基軸として、日本としての自衛隊とアメリカ軍によるものであり、そのため先制攻撃・敵基地攻撃能力や、集団的自衛権・自衛隊海外派遣等が議論される一方で、専守防衛の形骸化が指摘されるようになった。

## 他国
第二次世界大戦の敗戦国であるドイツは1990年代に方針転換しカンボジア、ソマリア、ユーゴスラビアなどへ海外派兵を開始、アフガニスタン派兵では死者を出すようになり、論争になっている。